# Distrito electoral federal 3 de Oaxaca
El Distrito electoral federal 3 de Oaxaca es uno de los 300 distritos electorales en los que se encuentra dividido el territorio de México para la elección de diputados federales y uno de los 10 en los que se divide el estado de Oaxaca. Su cabecera es la ciudad de Huajuapan de León.
El distrito 3 de Oaxaca se encuentra en el noroeste de la entidad, principalmente formado por municipios de la región mixteca, pero también de los valles centrales. Desde el proceso de distritación de 2017 lo conforman 100 municipios, que son: Asunción Cuyotepeji, Asunción Nochixtlán, Ciénega de Zimatlán, Concepción Buenavista, Cosoltepec,  Cuilápam de Guerrero, Heroica Ciudad de Huajuapan de León, Magdalena Jaltepec, Magdalena Yodocono de Porfirio Díaz, Magdalena Zahuatlán, San Andrés Dinicuiti, San Andrés Ixtlahuaca, San Andrés Lagunas, San Andrés Nuxiño, San Andrés Sinaxtla, San Antonino el Alto, San Antonio Acutla, San Antonio Huitepec, San Bartolo Coyotepec, San Bartolo Soyaltepec, San Bartolomé Yacuañe, San José Ayuquila, San Jerónimo Silacayoapilla, San Juan Tamazola, San Marcos Arteaga, San Miguel Peras, San Pedro y San Pablo Teposcolula, Santa Catarina Zapoquila, Santa Cruz Xoxocotlán, Santa María Camotlán, Santa María Peñoles, Santiago Ayuquililla, Santiago Cacaloxtepec, Santiago Huajolotitlán, Santo Domingo Nuxaá, Santo Domingo Yodohino, Tepelmeme Villa de Morelos, Tezoatlán de Segura y Luna, Villa de Zaachila y Zapotitlán Palmas.

## Distritaciones anteriores

### Distritación 2005 - 2017
El Tercer Distrito Electoral de Oaxaca se localizaba en el noroeste del estado, integrándolo municipios de los Valles Centrales de Oaxaca y de la Mixteca, lo forman entre otros, los municipios de Asunción Cuyotepeji, Asunción Nochixtlán, Concepción Buenavista, Cosoltepec, Heroica Ciudad de Huajuapan de León, Magdalena Jaltepec, San Andrés Lagunas, San Andrés Numñó, San Bartolo Soyaltepec, San Juan Bautista Coixtlahuaca, San Juan Bautista Guelache, San Juan Bautista Suchitepec, San Juan del Estado, San Juan Tamazola, San Juan Teposcolula, San Miguel Amatitlán, San Miguel Huautla, San Miguel Tequixtepec, San Pablo Etla, San Pablo Huitzo, San Pedro Topiltepec, San Pedro y San Pablo Teposcolula, San Pedro y San Pablo Tequixtepec, Santa Inés de Zaragoza, Santa María Peñoles, Santiago Chazumba, Santiago Huajolotitlán, Santiago Miltepec, Santiago Suchiquiltongo, Santiago Tilantongo, Santo Domingo Nuxaa, Santo Domingo Yanhuitlán, Tepelmeme Villa de Morelos y Villa Tejupam de la Unión.

### Distritación 1996 - 2005
Entre 1996 y 2005 el Tercer Distrito se localizaba en la misma zona, pero concentrándose en la Mixteca oaxaqueña y su cabecera era la misma ciudad de Huajuapan de León, entre otros municipio además de los anteriores lo integraban también Santiago Juxtlahuaca y Tezoatlán de Segura y Luna.

## Diputados por el distrito
- XXXIV Legislatura
  - (1930 - 1932): Jorge Meixueiro (PNR)

. . .
- XLIII Legislatura
  - (1955 - 1958): Raúl Bolaños-Cacho Güendulain

. . . 
- XLIX Legislatura
  - (1973 - 1976): Hugo Manuel Félix García
- L Legislatura
  - (1976 - 1979): Ericel Gómez Nucamendi
- LI Legislatura
  - (1979 - 1985): Eleazar Santiago Cruz
- LIII Legislatura
  - (1985 - 1991): Jesús Martínez Álvarez
- LV Legislatura
  - (1991 - 1994): Jorge Fernando Iturribarría Bolaños-Cacho
- LVI Legislatura
  - (1994 - 1997): José Antonio Hernández Fraguas
- LVII Legislatura
  - (1997 - 2000): Germán Ramírez López
- LVIII Legislatura
  - (2000 - 2003): Miguel Ángel Moreno Tello
- LIX Legislatura
  - (2003 - 2006): José Luis Tapia Palacios
- LX Legislatura
  - (2006 - 2009): Daysi Hernández Gaytán
- LXI Legislatura
  - (2009 - 2012): Jorge González Ilescas
- LXII Legislatura
  - (2012 - 2015): Gloria Bautista Cuevas
- LXIII Legislatura
  - (2015 - 2018): Edith Yolanda Lopez Velasco
- LXIV Legislatura
  - (2018 - 2021): Margarita García García
- LXV Legislatura
  - (2021 - 2024): Margarita García García
- LXVI Legislatura
  - (2024 - 2027): Margarita García García

## Resultados electorales

### 2009
| Elecciones federales de 2009 | Elecciones federales de 2009                   | Elecciones federales de 2009 | Elecciones federales de 2009     | Elecciones federales de 2009 | Elecciones federales de 2009 |
| Partido/Coalición            | Partido/Coalición                              | Candidato                    | Candidato                        | Votos                        | Porcentaje                   |
| ---------------------------- | ---------------------------------------------- | ---------------------------- | -------------------------------- | ---------------------------- | ---------------------------- |
|                              | Partido Acción Nacional                        |                              | Rolanda Celina Valladares Osorio |                              |                              |
|                              | Partido Revolucionario Institucional           |                              | Jorge González Ilescas           |                              |                              |
|                              | Partido de la Revolución Democrática           |                              | Gloria Bautista Cuevas           |                              |                              |
|                              | Coalición Salvemos a México (PT, Convergencia) |                              | Felipe Martínez Soriano          |                              |                              |
|                              | Partido Verde Ecologista de México             |                              | Daniel Reyes Zanabria            |                              |                              |
|                              | Partido Nueva Alianza                          |                              | Sergio Fernando Santigo Acevedo  |                              |                              |
|                              | Partido Socialdemócrata                        |                              | Pablo Ruiz Hernández             |                              |                              |
|                              | Partido Unidad Popular                         |                              | No Registró Candidato            |                              |                              |